# Trzęsienie ziemi w Chile (1960)

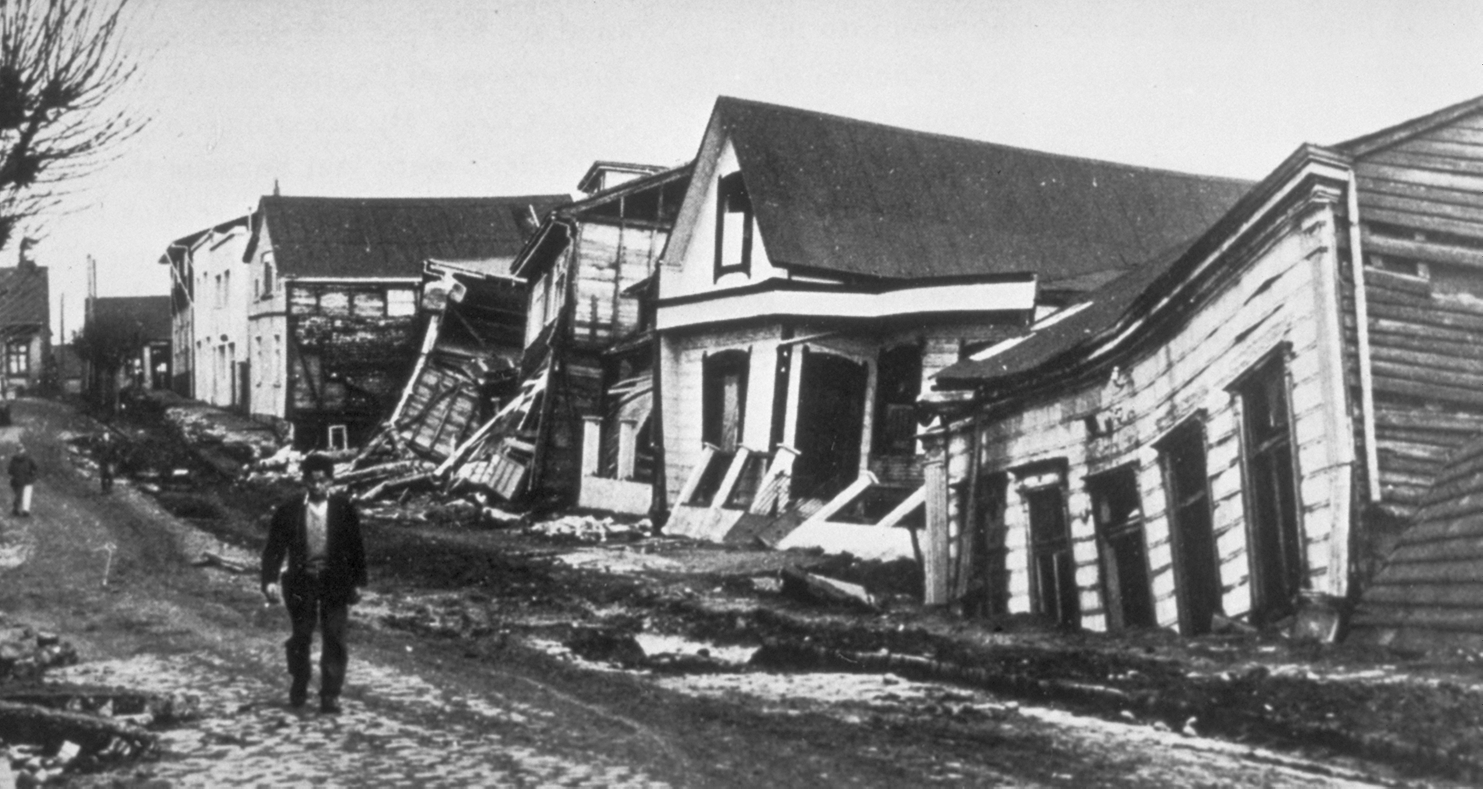
Zniszczona ulica w Valdivii

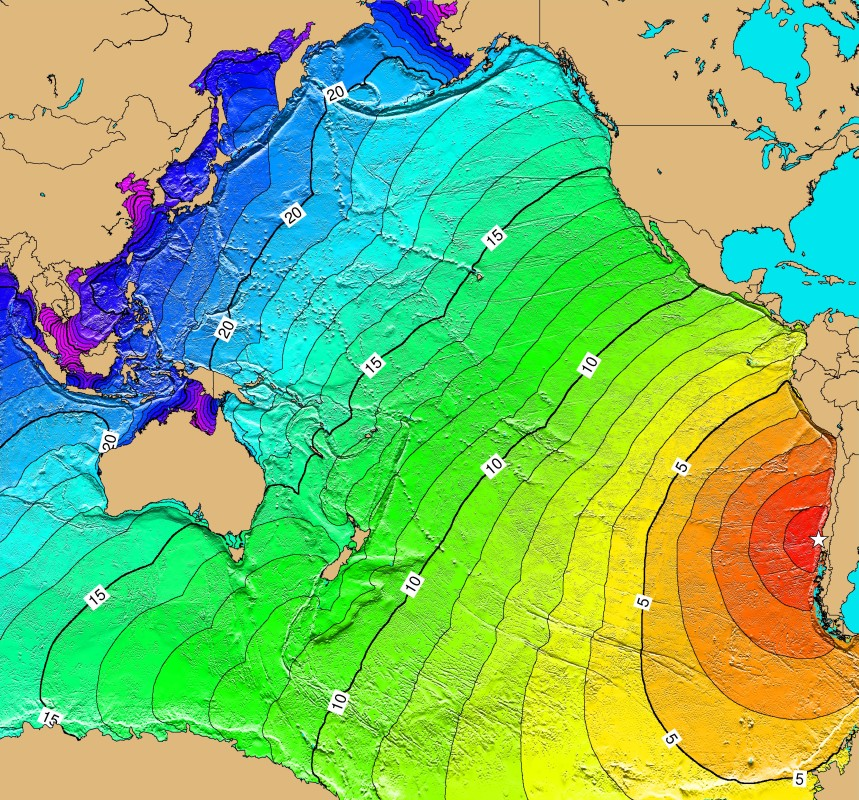
Rozchodzenie się fali tsunami na Oceanie Spokojnym po trzęsieniu chilijskim

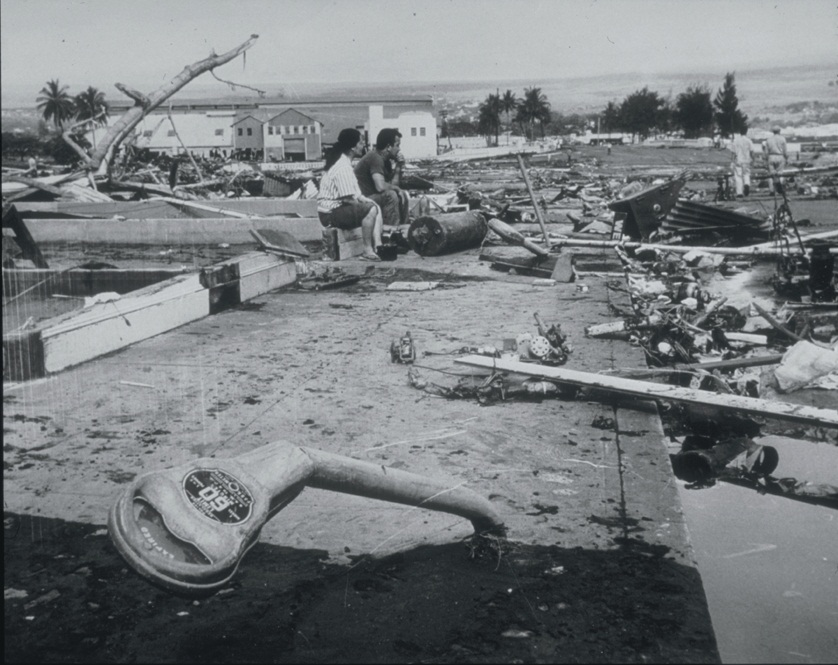
Zniszczenia po katastrofie

Trzęsienie ziemi w Chile, zwane też wielkim trzęsieniem chilijskim – silne trzęsienie ziemi o magnitudzie 9,5 które nawiedziło południowe Chile 22 maja 1960 roku o 15:11 czasu lokalnego. 
Trzęsienie to uznawane jest za najsilniejszy wstrząs tektoniczny odnotowany w dotychczasowej historii pomiarów sejsmicznych. Dzień wcześniej odnotowano serię wstrząsów wstępnych o sile do 8 stopni około 160 km na północ. Po trzęsieniu wystąpiła również seria dwunastu wstrząsów wtórnych o magnitudzie przynajmniej 6 każdy.
Epicentrum tego wstrząsu znajdowało się w okolicach miasta Valdivia, 700 km na południe od stolicy Santiago. 
Wstrząs wywołał fale tsunami, które uderzyły w wybrzeże południowoamerykańskie, inne pokonały cały Pacyfik, uderzając w hawajskie miasto Hilo oddalone o ponad 10 tys. km (61 zabitych), a także w wybrzeża Japonii (122 zabitych) i Filipin (32 zabitych). Łącznie na skutek wstrząsu i fal tsunami zginęło 1655 osób. Ponad 2 mln osób zostało bez dachu nad głową. Straty po trzęsieniu ziemi i tsunami oszacowano na 550 mln dolarów w Chile, 75 mln na Hawajach oraz 50 mln w Japonii.
Trzęsienie ziemi wywołało również osuwiska. Trzy duże osunięcia ziemi doprowadziły do zablokowania przepływu rzeki San Pedro oraz znaczącego podniesienia poziomu jeziora Riñihue, z którego ta rzeka wypływa. Nagromadzone masy wody mogły jednak przerwać ziemną tamę i groziły zalaniem doliny, w której zamieszkiwało wówczas około 100 tys. osób (w tym miasto Valdivia). W ciągu jednego dnia po wstrząsie udało się obniżyć wysokość ziemnej zapory z 24 do 15 m. Prace zabezpieczające trwały 2 kolejne miesiące. Wydarzenie to zostało nazwane Riñihuazo.
Prawie dwa dni później (47h) wybuchł wulkan Puyehue. 